# Anasarca
L'anasarca (anticamente chiamato idropisia) è un edema massiccio e diffuso, sottocutaneo, non avente origine infiammatoria dovuta all'effusione di liquido nello spazio extracellulare.
La cute sovrastante appare liscia, tesa e assottigliata.
L'origine di tale condizione è dovuta in genere alla sindrome nefrosica, a un grave scompenso cardiocircolatorio, all'insufficienza epatica (conseguente per esempio a cirrosi) o a una grave malnutrizione/deficienza di proteine. Può anche essere dovuto alla somministrazione di fluidi per via endovenosa. Alcuni agenti chemioterapici antitumorali di origine vegetale, come docetaxel, causano anasarca attraverso una sindrome di permeabilità capillare scarsamente compresa.
Nei casi di emoglobina di Barts, l'alta affinità all'ossigeno causa una scarsa diffusione di quest'ultimo ai tessuti periferici, causando anasarca.